# Diazotypie
Die Diazotypie ist ein silberloses fotografisches Lichtpausverfahren. Nach einer ehemaligen Marke des Papiers Ozalid wurde die Diazotypie auch Ozalidkopie genannt. Mit diesem Verfahren hergestellte Werke werden als Lichtpause bezeichnet.
Die Diazotypie ist ein Positiv-Verfahren, bei dem dunkle Linien der Vorlage auf einem hellen Träger ebenfalls dunkel werden. Es bildet sich ein Polymer mit Azofarbstoff. Es wird ohne Emulsion gearbeitet; die Färbung entsteht in einem trockenen Prozess unter Ammoniakdämpfen unmittelbar auf dem Träger.
Als Träger können Papier (auch Transparentpapier, hier Mutterpause genannt), Kunststoff (Cellophan, Cellulose-Acetat, Polyester u. a., hier Filmpause genannt) oder Textilien dienen. Die Mutter- bzw. Filmpausen hatten den Vorteil, dass sie wieder als Original bearbeitet und zur Vervielfältigung eingesetzt werden konnten.
Die Diazotypie ist relativ matt, je nach Produkt dunkelviolett oder dunkelbraun. Je nach Belichtung und Transparenz des Originals erscheint der Hintergrund weiß bis violett- oder braungrau.
Diazotypien auf Transparentpapier können als Zwischen-Negativ für weitere Vervielfältigungen benutzt werden. Der chemische Ablauf unterscheidet sich von der Cyanotypie, der Blaupause.

## Geschichte
Die in den 1880er Jahren patentierten Verfahren waren noch Negativverfahren mit Nassentwicklung, die hauptsächlich für die Textilindustrie Verwendung fanden. Seit den 1890er Jahren werden nur noch Positivverfahren angewandt. 1917(?) führte die Chemische Fabrik Kalle & Co. AG die Ozalid-Kopie ein. Sie war von dem Benediktiner-Pater Gustav Kögel (* 1882 in München; † 1945 in Karlsruhe) erfunden worden. Sie basiert auf einem lichtempfindlichen Papier mit großer Stabilität vor der Belichtung und hoher Lichtempfindlichkeit für scharfe Reproduktionen.

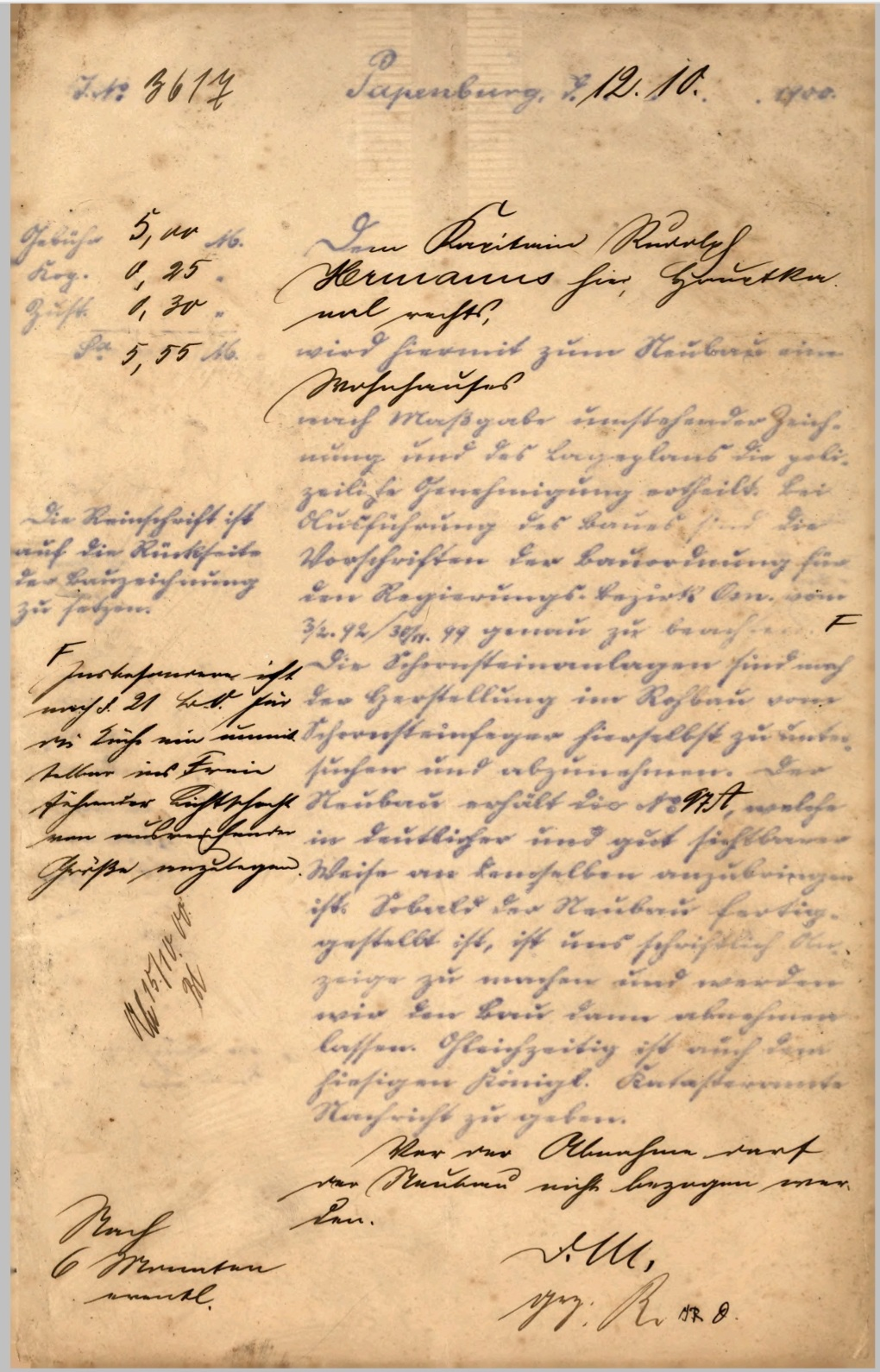
Baugenehmigung von 1900 auf Grundlage einer Diazotypie

Die Bezeichnung Ozalid ist abgeleitet von der rückwärts gelesenen Vorsilbe Diazo (Diazotypie, Azofarbstoff), in die man zur besseren Aussprechbarkeit noch ein „l“ einfügte.
1920 brachte Kalle den ersten Trockenprozess auf den Markt, bei dem die Entwicklung durch Ammoniakdämpfe erfolgte. Als nach dem Zweiten Weltkrieg die Patente ausliefen, entstanden zahlreiche Verfahren auf dieser Basis, seit den 1940er Jahren auch mit dem Prinzip der Entwicklung durch Wärme.

## Funktionsweise
Diazoemulsionen enthalten lichtempfindliche Farbkuppler, die bei der Belichtung in nicht mehr kupplungsfähige Bestandteile zerfallen. Chemisch handelt es sich um ein Photopolymer-Verfahren, mit einer photochemischen Umlagerung (Wolff-Umlagerung) von 2-Aminophenolen zum Cyclopentadien. Die lichtempfindliche Grundsubstanz sind Diazoniumsalze (Stickstoff-Verbindungen). Bei der Entwicklung entsteht an den unbelichteten Stellen ein positives Farbstoffbild.
Das Original wird als transparenter Film auf ein so genanntes Diazo-Papier gelegt und mit einer UV-Lampe belichtet. Das Diazo-Papier ist mit einer UV-Licht-empfindlichen Oberfläche versehen. An den Stellen, an denen im Original dunkle Zeichnungselemente vorhanden sind, die kein Licht passieren lassen, bleibt die Diazoschicht erhalten. An allen anderen Stellen zerfällt die Schicht durch die Wirkung des Lichtes in eine farblose Verbindung.
Das belichtete Papier wird nun Ammoniak-Dämpfen ausgesetzt. Die noch bestehende Diazo-Schicht reagiert mit dem Ammoniak und bildet einen Diazo-Farbstoff. Belichtete Stellen bleiben hell. Der restliche Ammoniak verflüchtigt sich und die Kopie bleibt trocken, deshalb spricht man hier auch vom Trockenpausverfahren.

## Einsatzgebiete
Diazotypie war für die Vervielfältigungen von technischen Zeichnungen besonders geeignet und daher in den Ingenieurwissenschaften (z. B. Maschinenbau, Bauingenieurwesen und Architektur) bis etwa 1990 weit verbreitet. Die Originale wurden mit Tusche auf Pergamentpapier, später auch auf speziellen Folien erstellt. Mutterpausen und Originale auf Transparent-/Pergamentpapier konnten auch mit der Rasierklinge bearbeitet und verändert werden; Papierpausen ließen sich bedingt auch radieren. Ein weiterer Vorteil der Diazotypie sowohl auf Papier wie auf Transparent ist, dass die Wiedergabe praktisch 1:1 ohne Verschiebung des Maßstabes möglich ist, da das Druckverfahren ohne Heißfixierung auskommt und damit das Material nicht schrumpft oder sich ausdehnt.
Die Diazotypie war weiterhin auch als Proof für Druckvorlagen und für die Präsentation von Grafiken bei Vorträgen beliebt. Auch bei der Herstellung von Druckplatten (Offsetdruck), Positiv-Fotolacken, lichtempfindlichen Schichten für den Siebdruck findet das Verfahren Anwendung.

## Konservierung
Die Phenole in Diazotypien reagieren mit Sauerstoff, verstärkt unter UV-Licht, und führen zu einer Entfärbung. Dieser Effekt tritt vor allem an den Seiten auf, die stärker mit Sauerstoff in Berührung kommen. Die Farbe ist säureempfindlich, was wegen des Säuregehalts der Diazotypien zu einer Selbstauflösung führt.